# Jens Witte
Jens Witte (* 14. Februar 1941 in Perleberg; † 12. Juni 2003) war ein deutscher Chirurg. Er war Präsident des Berufsverbandes der Deutschen Chirurgen.

## Leben
Chirurgen-Haushalt in Perleberg geboren. Seine Schulzeit verbrachte er in Hamburg. Nach seinem Abitur diente er bei der Bundesmarine. Anschließend studierte er von 1961 bis 1968 Humanmedizin an der Universität des Saarlandes, der Universität Hamburg und der Freien Universität Berlin. 1968 wurde er in Saarbrücken zum Dr. med. promoviert. Zwei Jahre war er Medizinalassistent in Bielefeld,  Hamburg und Tansania. Bei Georg Heberer am Universitätsklinikum Köln und am Klinikum der Universität München durchlief er ab 1970 die chirurgische und wissenschaftliche Ausbildung. Seit 1976 Facharzt für Chirurgie, erwarb er 1978 die Schwerpunktbezeichnungen Viszeralchirurgie und Gefäßchirurgie. Er habilitierte sich 1979 und erhielt die Venia legendi. Die Universität zu Köln ernannte ihn 1982 zum apl. Professor. Im Klinikum Augsburg wurde er 1985 zum Direktor der Klinik für Allgemein- und Viszeralchirurgie gewählt.
Witte engagierte sich seit 1975 im Berufsverband der Deutschen Chirurgen. 1986 mit dem Aufbau der Akademie für chirurgische Weiterbildung und praktische Fortbildung beauftragt, wurde er 1987 Leiter und 1994 Vizepräsident der Akademie. Seit 1987 im Präsidium, wurde er 1998 als Nachfolger von Karl Hempel zum Präsidenten des BDC gewählt und in das Präsidium der Deutschen Gesellschaft für Chirurgie berufen. Als Vorsitzender der gemeinsamen Weiterbildungskommission des BDC und der DGCh erarbeitete Witte eine von allen chirurgischen Fachgesellschaften getragene ärztliche Weiterbildung. In der Qualitätssicherung bemühte er sich um die Einführung moderner Lehr- und Lernmethoden zur kontinuierlichen Fortbildung (CME) und beruflichen Entwicklung (CPD). Mit Karl Hempel und Jürgen Bauch gelang es ihm 1998, den chirurgischen Fachgesellschaften und dem BDC den vorzeitigen Einzug in das Langenbeck-Virchow-Haus in Berlin zu sichern. Im April 2003 wurde es den rechtmäßigen Besitzern, der Deutschen Gesellschaft für Chirurgie und der Berliner Medizinischen Gesellschaft, rückübertragen.
Nach dem Fall der Mauer 1989 engagierte sich Witte für die Integration der Kollegen in den neuen Ländern. Früh erkannte er die Unabwendbarkeit des neuen Vergütungssystems im Gesundheitswesen durch die diagnosebezogenen Fallgruppen (DRG). Als Mitgründer der gemeinsamen DRG-Kommission setzte er sich für eine sachgerechte Umsetzung und für die Schulung der Chirurgen auf diesem Gebiet ein. International verschaffte er sich hohes Ansehen in der Sektion Chirurgie der in Brüssel ansässigen European Union of Medical Specialists (UEMS). Ab 1993 war er Sekretär, ab 2002 Präsident der Sektion. Witte wurde 62 Jahre alt.

## Mitgliedschaften
- Royal College of Surgeons of England
- American College of Surgeons
- International Society of Surgery
- Ehrenmitglied der Chilenischen Chirurgischen Gesellschaft